# Kollektivt lederskab
Et kollektivt lederskab er en magtfordeling inden for en organisationsstruktur. Det betragtes som en ideel måde at lede et kommunistisk parti på, både inden for og uden for en socialistisk stat.